# NGC 6116
NGC 6116 је спирална галаксија у сазвежђу Северна круна која се налази на NGC листи објеката дубоког неба.
Деклинација објекта је + 35° 9' 14" а ректасцензија 16h 18m 54,5s. Привидна величина (магнитуда) објекта NGC 6116 износи 14,3 а фотографска магнитуда 15,1. NGC 6116 је још познат и под ознакама UGC 10336, MCG 6-36-21, CGCG 196-32, KUG 1617+352, PGC 57800.